# Оклахома
Оклахома (енгл. Oklahoma), држава је у средишњем делу САД која се простире на око 180.000 km², претежно брежуљкастог краја, смештеног северно од Црвене реке. Главни водени токови Арканзас, Симарон и Канадијан теку из смера северозапада и припадају атлантском сливу. Кроз Оклахому је први прошао шпански истраживач Коронадо 1541. године, у потрази за Изгубљеним златним градом, а под власт САД је дошла тек Куповином Луизијане, коју су 1803. купиле од Француске, чиме су добиле отворен приступ пацифичкој обали. Овај крај у прво време је био познат као Индијанска територија и на њега је раних 1820-их пресељено Пет цивилизованих племена, а касније и остала надвладана племена. Тек 16. новембра 1907. године Оклахома је постала држава. Многобројни индијански резервати су укинути, а Индијанци су постали грађани САД, па им се земља дели појединачно, а остатак отвара за насељавање белог становништва.
Данас је Оклахома држава са великим рафинеријама нафте и развијеном индустријом (аутомобили, металургија). Град Оклахома Сити (506.132; 2000) саобраћајно је чвориште државе и њен главни град, а остали значајнији градски центри су (2000): Енид (47.045), Едмонд (68.315), Лотон (92.757), Талса (393.049) и други.

## Демографија
| 1900.   | 1910.     | 1920.     | 1930.     | 1940.     | 1950.     | 1960.     | 1970.     | 1980.     | 1990.     | 2000.     | 2010.     |
| ------- | --------- | --------- | --------- | --------- | --------- | --------- | --------- | --------- | --------- | --------- | --------- |
| 790.391 | 1.657.155 | 2.028.283 | 2.396.040 | 2.336.434 | 2.233.351 | 2.328.284 | 2.559.229 | 3.025.290 | 3.145.585 | 3.450.654 | 3.751.351 |

### Највећи градови
| Град          | Округ    | Број становника 1. априла 2000. | Stanovnici 1. јула 2004. |
| ------------- | -------- | ------------------------------- | ------------------------ |
| Оклахома Сити | Оклахома | 506.132                         | 528.042                  |
| Талса         | Талса    | 393.049                         | 383.764                  |
| Норман        | Кливленд | 95.694                          | 100.923                  |
| Лотон         | Команчи  | 92.757                          | 88.214                   |
| Броукен Ароу  | Талса    | 74.859                          | 84.399                   |
| Едмонд        | Оклахома | 68.315                          | 73.080                   |
| Мидвест Сити  | Оклахома | 54.088                          | 54.822                   |
| Енид          | Гарфилд  | 47.045                          | 46.626                   |
| Мур           | Кливленд | 41.138                          | 46.208                   |
| Стилвотер     | Пејн     | 39.065                          | 40.731                   |